# Eindhoven Team Time Trial 2006
La deuxième édition du Eindhoven Team Time Trial, également appelé Contre-la-montre par équipes du ProTour, s'est tenue le 18 juin 2006 à Eindhoven aux Pays-Bas sur un circuit de 48,6 km.

## Les Partants
- AG2R Prévoyance
- Bouygues Telecom
- Cofidis
- Crédit agricole
- Davitamon-Lotto
- Discovery Channel
- Euskaltel-Euskadi
- Gerolsteiner
- Caisse d'Épargne-Illes Balears
- Lampre-Fondital
- Liquigas
- Phonak
- Quick Step-Innergetic
- Rabobank
- Astana-Würth
- Team CSC
- Team Milram
- T-Mobile
- Agritubel
- Skil Shimano
- Unibet.com

## Classement
| \| 1er \| Team CSC Danemark \| 52 min 28 s \| \| \| 2e \| Discovery Channel États-Unis \| à 42 s \| \| \| 3e \| Gerolsteiner Allemagne \| à 55 s \| \| \| 4e \| Phonak Suisse \| à 1 min 25 s \| \| \| 5e \| Davitamon-Lotto Belgique \| à 1 min 31 s \| \| \| 6e \| Rabobank Pays-Bas \| à 1 min 34 s \| \| \| 7e \| Liquigas Italie \| à 1 min 56 s \| \| \| 8e \| T-Mobile Allemagne \| à 2 min 09 s \| \| \| 9e \| Cofidis France \| à 2 min 18 s \| \| \| 10e \| AG2R Prévoyance France \| à 2 min 24 s \| \| |                              |              |  |
| 1er | Team CSC Danemark            | 52 min 28 s  |  |
| 2e | Discovery Channel États-Unis | à 42 s       |  |
| 3e | Gerolsteiner Allemagne       | à 55 s       |  |
| 4e | Phonak Suisse                | à 1 min 25 s |  |
| 5e | Davitamon-Lotto Belgique     | à 1 min 31 s |  |
| 6e | Rabobank Pays-Bas            | à 1 min 34 s |  |
| 7e | Liquigas Italie              | à 1 min 56 s |  |
| 8e | T-Mobile Allemagne           | à 2 min 09 s |  |
| 9e | Cofidis France               | à 2 min 18 s |  |
| 10e | AG2R Prévoyance France       | à 2 min 24 s |  |